# Paolo Duca
Paolo Duca (* 3. Juni 1981 in Ascona) ist ein ehemaliger Schweizer Eishockeyspieler, der im Laufe seiner Karriere für HC Ambrì-Piotta, die ZSC Lions und den EV Zug in der Schweizer National League A unter Vertrag stand. Seit April 2017 ist er als Sportchef bei Ambrì-Piotta im Amt. Seit 2024 ist er im Gemeindevorstand in Ascona als Mitglied der Partei Die Mitte.

## Spielerkarriere
Paolo Duca spielte als Kind und Jugendlicher für den HC Ascona und GDT Bellinzona. Später wechselte er in den Nachwuchsbereich des HC Ambri-Piotta, für dessen U20-Junioren er ab 1997 in der Elite Jr. A, der höchsten Juniorenliga der Schweiz, spielte.
Während der Spielzeit 1998/99 debütierte er für die erste Mannschaft des Clubs in der Nationalliga A. 1998 und 1999 gewann Ambri den IIHF Continental Cup, wobei Duca nicht dem Kader angehörte, sowie den IIHF Super Cup 1999. 2001 wechselte er zu den ZSC Lions, wo er nur wenige Spiele absolvierte und parallel für die GCK Lions aus der National League B spielberechtigt war. Am Ende der Saison 2001/02 wurde er an den EV Zug ausgeliehen, wo er nach Ablauf des Leihgeschäftes unter Vertrag genommen wurde und bis 2007 spielte. Ab 2007 spielte Duca wieder bei seinem Jugendclub im Tessin, wo er einen Dreijahresvertrag unterschrieb. Dort fungiert er ab 2008 als Mannschaftskapitän. Im Oktober 2009 verlängerte Duca seinen Vertrag mit dem HCAP bis 2015, nachdem er in der Saison 2008/09 Topscorer seiner Mannschaft wurde. Im Anschluss an die Saison 2016/17 beendete Duca seine Spielerlaufbahn. Seine Trikotnummer 46 wurde vom Verein gesperrt.

### International
Auf internationaler Bühne spielte Duca erstmals bei der U18-Junioren-Weltmeisterschaft 1999. Mit fünf Vorlagen in sieben Spielen wusste er dabei durchaus zu überzeugen. Ebenso ein Jahr später bei der U20-Junioren-Weltmeisterschaft 2000, als er in sieben Spielen vier Tore selbst schoss und ein weiteres vorbereitete. Bei der U20-Junioren-Weltmeisterschaft 2001 kam der Stürmer ebenfalls zum Einsatz und verbuchte zwei Scorerpunkte. Der Gewinn von Medaillen blieb ihm im Juniorenbereich aber dennoch verwehrt; die beste Platzierung war ein vierter Platz im Jahr 1999.
Für die Senioren kam Duca das erste Mal bei der Weltmeisterschaft 2010 unter dem neuen Schweizer Nationaltrainer Sean Simpson zum Einsatz. Der vorherige Trainer Ralph Krueger hatte den Angreifer nie berücksichtigt. In sieben Spielen bei der Weltmeisterschaft in Deutschland blieb Duca punktlos und erreichte mit der Schweiz das Viertelfinale.

## Funktionärskarriere
Nach dem Ende seiner Spielerlaufbahn im April 2017 blieb er beim HC Ambrì-Piotta und übernahm bei dem Verein das Amt des Sportchefs.

## Erfolge und Auszeichnungen
- 1999 IIHF-Super-Cup-Gewinn mit dem HC Ambrì-Piotta

## Karrierestatistik

### International
Vertrat die Schweiz bei:
- U18-Junioren-Weltmeisterschaft 1999
- U20-Junioren-Weltmeisterschaft 2000
- U20-Junioren-Weltmeisterschaft 2001
- Weltmeisterschaft 2010

(Legende zur Spielerstatistik: Sp oder GP = absolvierte Spiele; T oder G = erzielte Tore; V oder A = erzielte Assists; Pkt oder Pts = erzielte Scorerpunkte; SM oder PIM = erhaltene Strafminuten; +/− = Plus/Minus-Bilanz; PP = erzielte Überzahltore; SH = erzielte Unterzahltore; GW = erzielte Siegtore; 1 Play-downs/Relegation; Kursiv: Statistik nicht vollständig)